# Miguel Joan Porta

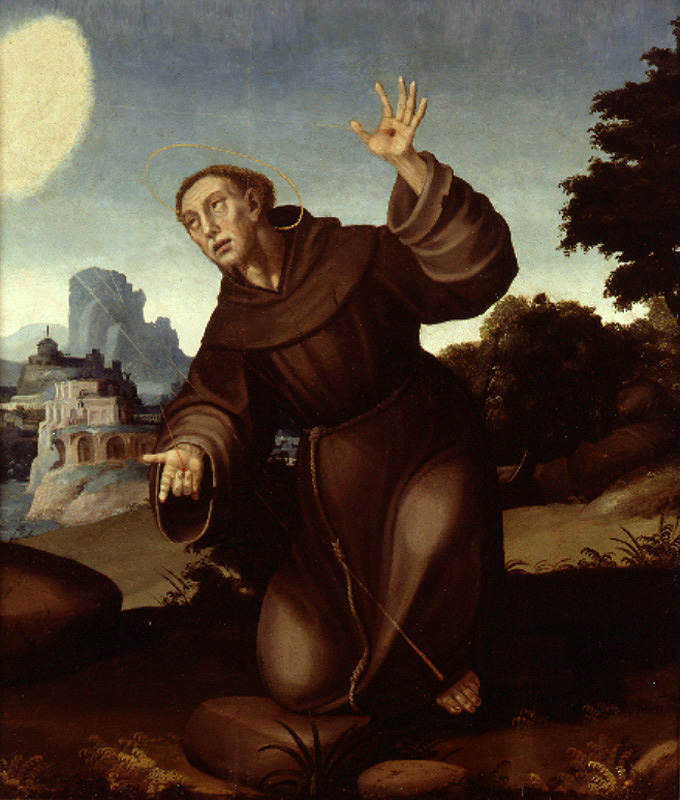
Éxtasis de San Francisco (1571), óleo sobre tabla (92,5 x 72,5 cm.), Museo de Bellas Artes de Valencia.

Miguel Joan Porta (c. 1544-c. 1616), fue un pintor manierista español, nacido en Ager (Lérida) y activo en Valencia. Formado en el círculo de Juan de Juanes, llevará la influencia de los Macip, junto con Nicolás Borrás, hasta los primeros años del siglo XVII, ajeno a las novedades que llegaban a Valencia de la mano de Juan Sariñena y Francisco Ribalta.

## Biografía
La primera obra que de Porta se conoce es la imagen de San Miguel pintada en una vitela para servir como encabezamiento del Llibre de Mustaçaf (Ayuntamiento de Valencia), códice realizado por el iluminador Cristóbal Ramírez entre 1563 y 1568, en el que se compilaban, a modo de manual, las reglas por las que se había de regir el mustaçaf o almotacén, la persona elegida anualmente para supervisar pesos y medidas junto con otras funciones de inspección de los mercados. Porta contrató en 1569 con los jurados de la ciudad la realización de la vitela en la que resulta evidente su admiración por los modelos angélicos de Juanes.
Pocas son las noticias biográficas y las obras seguras de su mano conservadas. Entre éstas destaca una tabla con la representación de San Francisco en éxtasis, recientemente ingresada en el Museo de Bellas Artes de Valencia, con una inscripción al dorso que permite fecharla en 1571. El fondo paisajístico con ruinas clásicas remite de nuevo a la obra de Juan de Juanes. 
En 1580 entró en contacto con Juan Sariñena, recientemente retornado de Italia, actuando como tasador en su nombre de un retrato de Jaime I encargado por la Generalidad. Dos años después se ocupaba con Nicolás Borrás de tasar los trabajos que Juan de Juanes había dejado sin terminar en Bocairente, de los que se había hecho cargo su hijo. Hay noticias de trabajos hechos para el arzobispo Juan de Ribera, pero ninguna otra obra conservada hasta 1587, cuando firma la Pentecostés de la tabla central en el retablo mayor del convento de Sancti Spiritu en Gilet. Conservado in situ, a falta de la predela, en opinión de Benito Domenech solo podrían considerarse de su mano, además de la citada Pentecostés, las tablas de San Francisco y San Cristóbal, siendo las restantes en parte obra de ayudantes y en parte de fecha posterior.
No vuelve a haber noticias referidas a trabajos concretos, siendo todo lo restante obras atribuidas por razones estilísticas. Pero sí se encuentran noticias biográficas que lo sitúan de nuevo en Valencia en 1591, asistiendo a la consulta de la Generalidad a los mejores pintores del reino sobre la mejor forma de decorar la Sala Nova. En 1598 se avecinda en Valencia, pues hasta ese año había conservado el avecindamiento legal en Ager, y en 1607 formó parte de la junta directiva del recién creado Colegio de Pintores, promovido por Francisco Ribalta, en el que todavía se le citaba en 1616 con tareas de responsabilidad.